# Kingdom Under Fire 2
Kingdom Under Fire 2 (укр. Королівство у вогні 2) — це фентезійна рольова онлайн відеогра з елементами стратегії. Гра була анонсована у 2008 році. Закрите бета тестування розпочалось у грудні 2011 року в Південній Кореї. У листопаді 2013, розробники оголосили, що працюють над версією відеогри для Playstation 4. 

## Ігровий процес
Відеогра поєдную РПГ та стратегію у реальному часі. Гравець контролює героя, який може командувати різними військами. 

## Сюжет
Сюжет Kingdom Under Fire 2 йде в хронологічному порядку після подій у Колі Загибелі — які мали місце в альтернативному вимірі антагоніста гри — Encablossa. Відеогра продовжує розповідь про всесвіт Kingdom Under Fire, після 150 років від подій Kingdom Under Fire: The Crusaders, і появу нової фракції — «Encablossians».
Відеогра розповідає про війну між трьома фракціями за контроль над світом гри.